# Snowball of Doom 2
Snowball of Doom 2 —también llamado Official Bootleg: Snowball of Doom 2— es el cuarto álbum en vivo de la banda estadounidense de heavy metal Racer X, publicado originalmente en 2002 en Japón por Universal Music Japan y posteriormente fue distribuido en otros mercados mundiales. Su grabación se realizó en enero de 2002 en algunas ciudades japonesas y se puso a la venta el mismo día que Getting Heavier en el país asiático.

## Lista de canciones
| Disco uno |                                 |          |  |
| N.º       | Título                          | Duración |  |
| 1.        | «Superheroes»                   |          |  |
| 2.        | «Phallic Tractor»               |          |  |
| 3.        | «Fire of Rock»                  |          |  |
| 4.        | «The Executioner's Song»        |          |  |
| 5.        | «King of the Monsters»          |          |  |
| 6.        | «Dead Man's Shoes»              |          |  |
| 7.        | «Sunlit Nights»                 |          |  |
| 8.        | «Into the Night»                |          |  |
| 9.        | «Y.R.O. (más solo de guitarra)» |          |  |
| 10.       | «Let the Spirit Fly»            |          |  |
| 11.       | «Waiting»                       |          |  |

| Disco dos |                      |          |  |
| N.º       | Título               | Duración |  |
| 1.        | «Hammer Away»        |          |  |
| 2.        | «Solo de bajo»       |          |  |
| 3.        | «Miss Mistreater»    |          |  |
| 4.        | «That Hormone Thing» |          |  |
| 5.        | «Scarified»          |          |  |
| 6.        | «Solo de batería»    |          |  |
| 7.        | «Motor Man»          |          |  |

## Músicos
- Jeff Martin: voz
- Paul Gilbert: guitarra
- Juan Alderete: bajo
- Scott Travis: batería